# 卡尔利斯·乌尔马尼斯
卡尔利斯·奥古斯茨·威廉斯·乌尔马尼斯（發音：[ˈkaːrlis ˈɑuɡusts ˈvilxɛlms ˈuɫmɑnis]；1877年9月4日—1942年9月20日），拉脱维亚独立运动领袖，拉脱维亚农民联盟创始人，拉脱维亚国家元首（1918年，1936年–1940年），并5次担任拉脱维亚总理。

## 生平
乌尔马尼斯出生于俄罗斯帝国庫爾蘭省贝尔泽，早年在瑞士联邦蘇黎世聯邦理工學院和德国莱比锡大学学习农业。在拉脱维亚当过作家、讲师和农业经理。他在1905年俄国革命期间积极参加政治活动，努力争取拉脱维亚摆脱俄国一百多年多年的统治，曾在普斯科夫短暂入狱，随后逃离拉脱维亚。流亡美国期间，在内布拉斯加大学林肯分校获得农业学士学位。在内布拉斯加大学任农学院讲师一段时间之后，乌尔马尼斯搬到了德克萨斯州休斯敦，在那里买了一个乳制品工厂。
1913年，乌尔马尼斯在俄国沙皇宣布大赦后返回拉脱维亚。不久一战爆发。1917年他创建拉脱维亚农民联盟，主张独立，其後協助建立国民议会。1918年11月18日拉脱维亚宣布脱离俄罗斯独立。乌尔马尼斯参与成立拉脱维亚人民委员会，成为雅尼斯·恰克斯特领导下的临时政府首脑，在英法海军和波兰军队的援助下清除了内外敌人:153-155。他于1920年组织制宪会议选举，当选为拉脱维亚独立后首任总理，同年与苏联缔结和约。1925年至1926年及1931至1932年再度担任总理。
1934年3月乌尔马尼斯重新掌权，5月15日，指使沃尔德马斯·奥佐尔斯（Voldemārs Ozols）中校等右翼极端分子发动政变，颁布戒严令，解散议会和包括农民联盟在内的一切政党，实行独裁统治:155-156。忠于乌尔马尼斯的军队和国民警卫队（Aizsargi）军官掌握关键政府部门、通讯和运输设施。许多反对政变的民选官员被非法拘留关押，所有隸属于政党或组织的报纸被关闭。
1939年，由阿道夫·希特勒領導的德国和约瑟夫·斯大林所領導的苏联签署了《苏德互不侵犯条约》，其中包含一个分割东欧的秘密议定书（到1945年才被公开）。根据該议定书，拉脱维亚被划入苏联的势力范围。1939年之后在苏联的最后通牒下，乌尔马尼斯不得不让苏联在拉脱维亚建立军事基地。1940年6月，拉脱维亚完全被苏联占领。乌尔马尼斯下令拉脱维亚人不得抵抗苏联军队，他在全国广播讲话中说“我将继续待在我的岗位上，你们也待在你们的岗位上”。
1940年7月21日乌尔马尼斯被迫辞职。他要求苏联政府提供养老金，并允许他移居瑞士。但他随即被苏联逮捕，押送至现在俄罗斯的斯塔夫罗波尔，在那里的一个集体农庄当了一年农艺师。1941年7月，他被囚禁。一年后，当德国军队逼近斯塔夫罗波尔时，他和其他囚犯被轉移至克拉斯諾沃茨克（位于今土库曼斯坦巴爾坎州）的监狱。在途中感染痢疾，並於1942年9月20日去世，一生無嗣。他常说，他娶了拉脱维亚。
拉脱维亚1991年再度独立后，乌尔马尼斯仍然很受欢迎，其侄孙贡季斯·乌尔马尼斯在1993年当选为第5任总统。
拉脱维亚首都里加的一条主要道路以他的名字命名（之前以恩斯特·台尔曼命名）。2003年，乌尔马尼斯纪念碑在里加市中心一个公园揭幕。